# Savino, Iambol
Savino (în bulgară Савино) este un sat în comuna Tundja, regiunea Iambol,  Bulgaria. 

## Demografie
Componența etnică a satului Savino
     Bulgari (85,63%)
     Romi (2,29%)
     Nicio identificare (12,06%)
     Altele (0%)
La recensământul din 2011, populația satului Savino era de 174 locuitori. Din punct de vedere etnic, majoritatea locuitorilor (85,63%) erau bulgari, cu o minoritate de romi (2,29%). Pentru 12,06% din locuitori nu este cunoscută apartenența etnică.